# I'm Happy Just to Dance with You
I'm Happy Just to Dance With You (Lennon/McCartney) är en låt av The Beatles från 1964.

## Låten och inspelningen
Denna ganska enkla låt skrevs av John Lennon med tanken att George Harrison skulle sjunga den, vilken han också kom att göra. Den spelades in under förmiddagen söndagen den 1 mars 1964. Sången lades på först i efterhand. Gitarrspelet anses av vissa bedömare vara inspirerat av Rolling Stones version av ”Not Fade Away” som låg på listorna vid denna tid. Ringo Starr spelar på en afrikansk trumma jämte vanliga trummor. Låten kom med på A Hard Day's Night som släpptes i USA 26 juni 1964 och i Storbritannien 10 juli 1964.